# Mutisiòidies
Les Mutisioideae són una subfamília de la família de plantes asteràcies.

## Taxonomia
La subfamília Mutisioideae consta de tres tribus, 45 gèneres i unes 630 espècies:
Tribu Mutisieae
- Adenocaulon Hook. (cinc espècies)
- Brachyclados Gillies ex D.Don (tres spp.)
- Chaetanthera Ruiz & Pav. (47 spp.)
- Chaptalia Vent. (69 spp.)
- Eriachaenium Sch.Bip (una sp.)
- Gerbera L. (40 spp.)
- Leibnitzia Cass. (vuit spp.)
- Lulia Zardini (una sp.)
- Mutisia L.f. (58 spp.)
- Pachylaena D.Don ex Hook. (dues spp.)
- Perdicium L. (dues spp.)
- Trichocline Cass. (24 spp.)
- Uechtritzia Freyn (tres spp.)

Tribu Onoserideae
- Aphyllocladus Wedd.
- Gypothamnium Phil. (una sp.)
- Lycoseris Cass.
- Onoseris Willd.
- Plazia Ruiz & Pav
- Urmenetea Phil.

Tribu Nassauvieae
- Acourtia D.Don (65 spp.)
- Ameghinoa Speg.
- Berylsimpsonia B. L. Turner
- Burkartia Crisci (una sp.)
- Calopappus Meyen
- Calorezia Panero
- Cephalopappus Nees & Mart.
- Criscia Katinas (una sp.)
- Dolichlasium Lag.
- Holocheilus Cass. (set spp.)[6]
- Jungia L. f.
- Leucheria Lag.
- Leunisia Phil.
- Lophopappus Rusby
- Macrachaenium Hook f. (una sp.)
- Marticorenia Crisci (una sp.)
- Moscharia Ruiz & Pav.
- Nassauvia Comm. ex Juss.
- Oxyphyllum Phil.
- Panphalea Lag. (9 spp.)[6]
- Perezia Lag.
- Pleocarphus D.Don: (una sp.)
- Polyachyrus Lag.
- Proustia Lag.
- Triptilion Ruiz & Pav.
- Trixis P.Br. (50 spp.)

### Algunes espècies

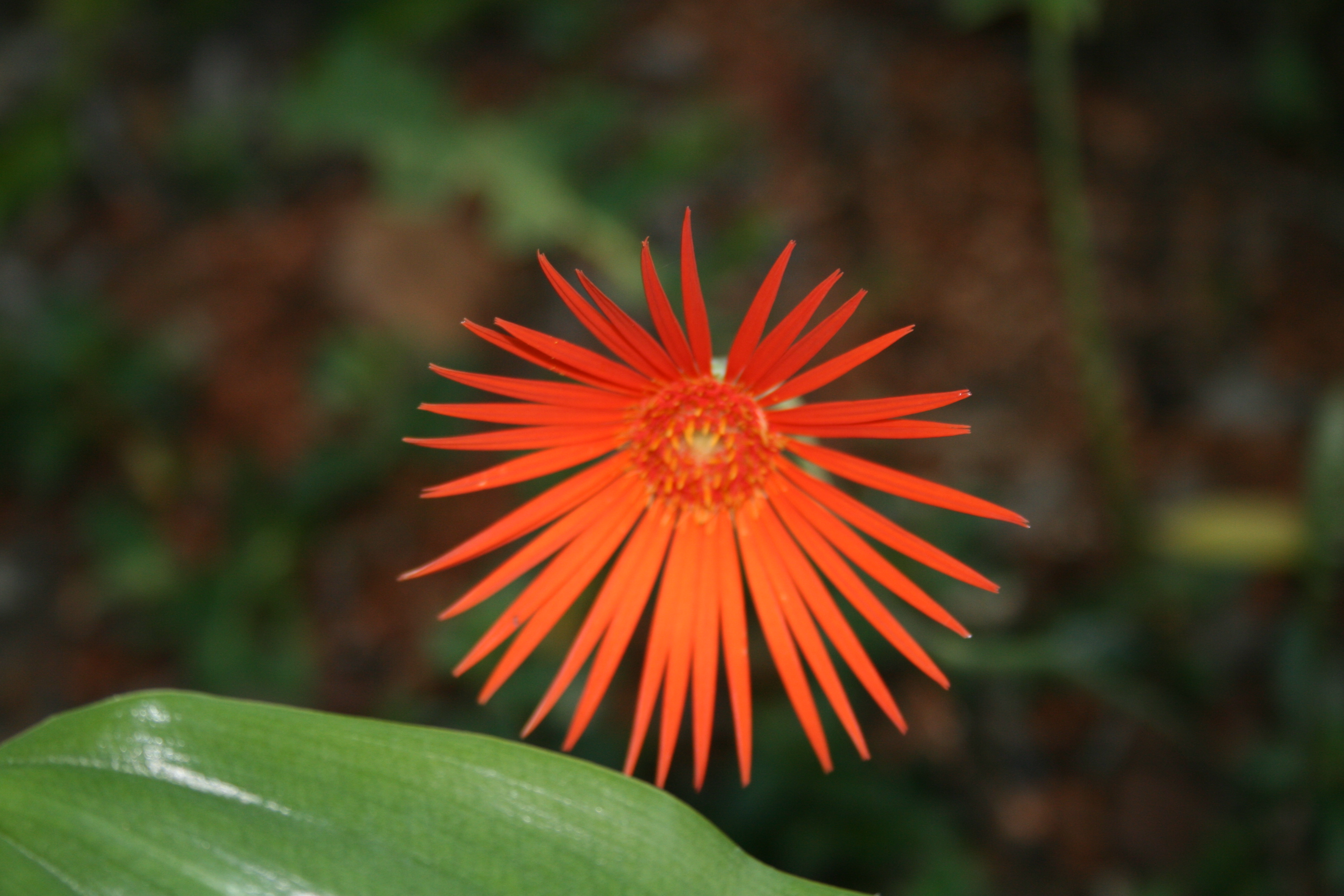
Gerbera jamesonii (Mutisieae)
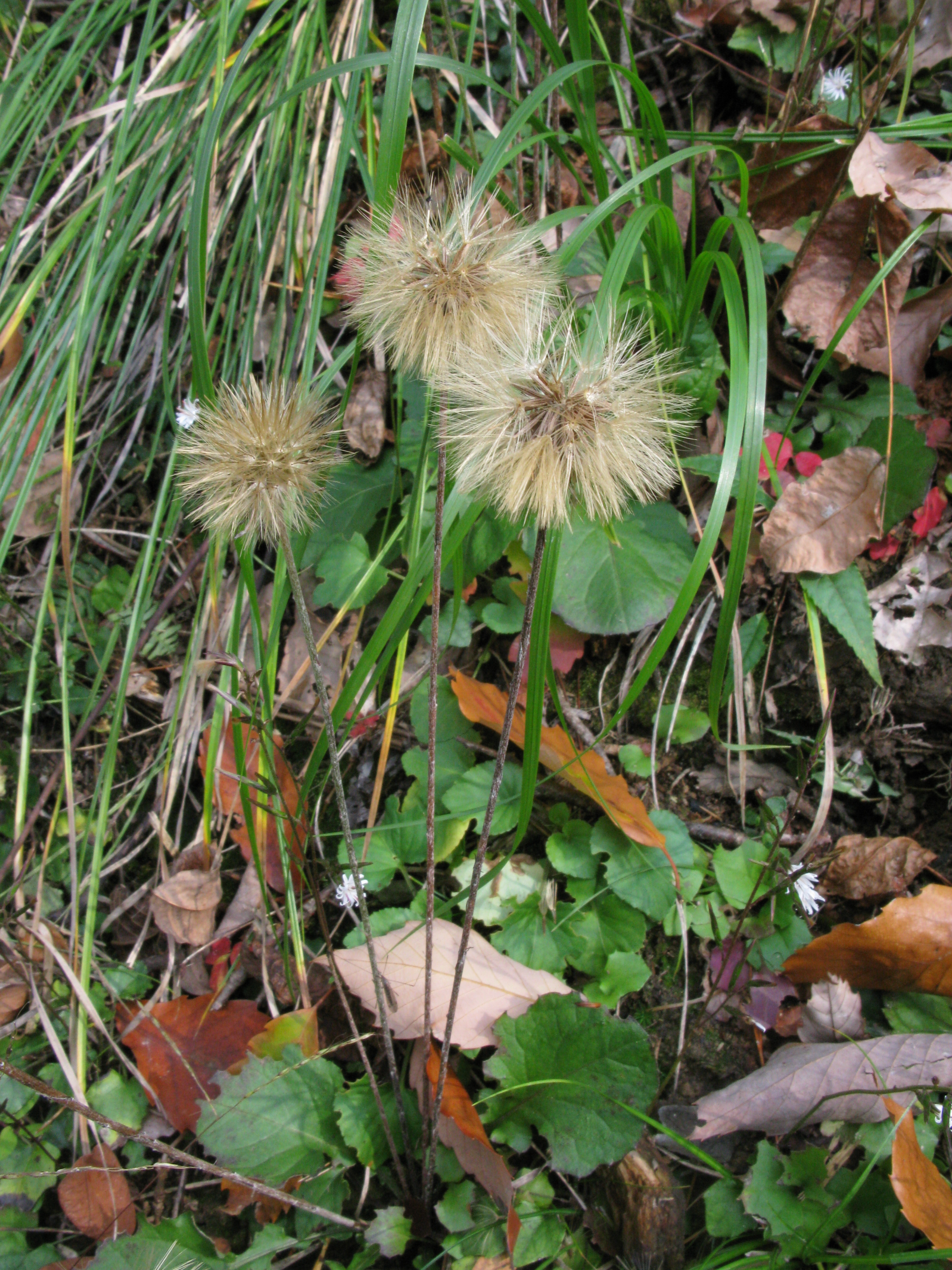
Leibnitzia anandria (Mutisieae)
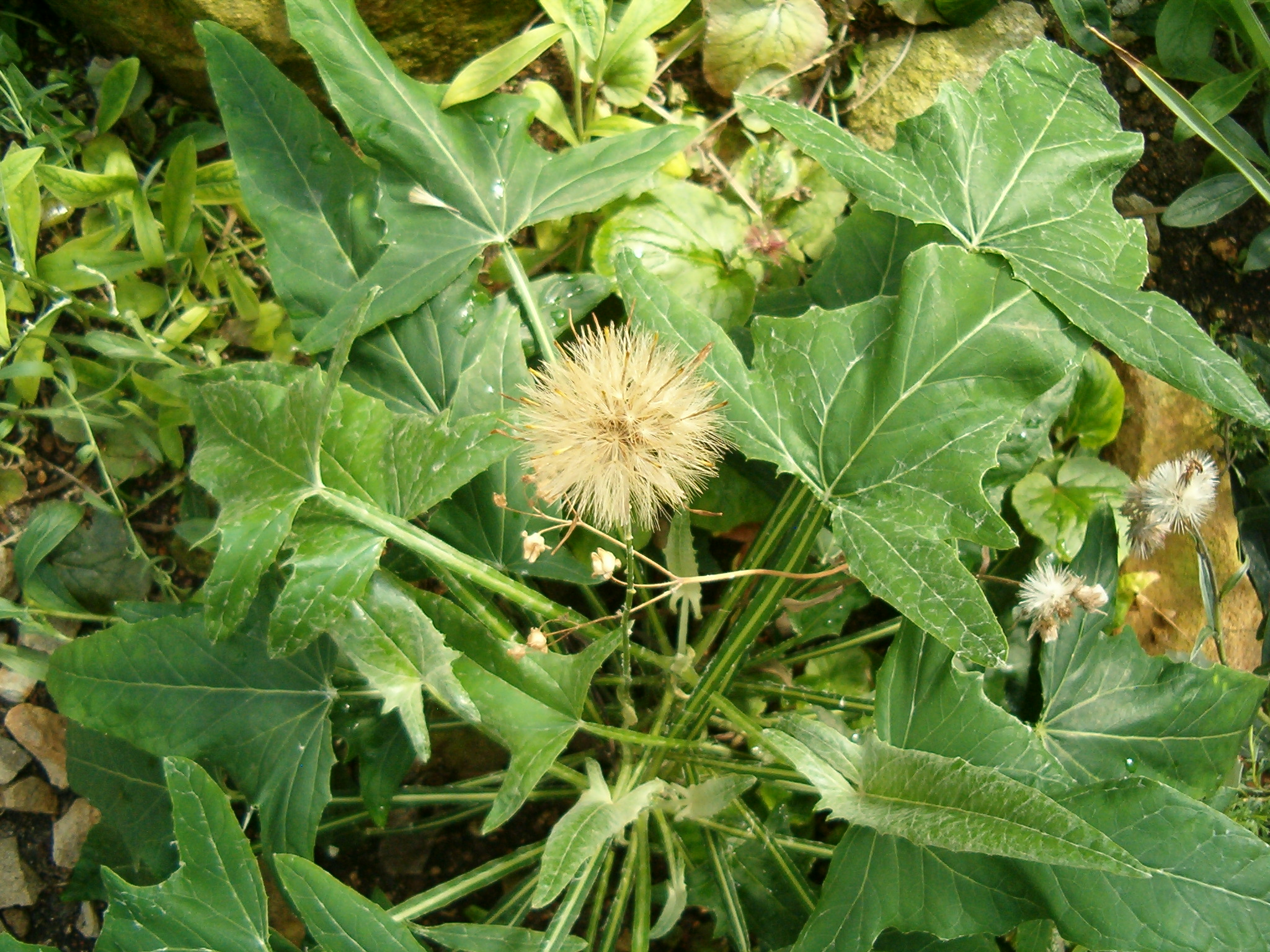
Onoseris alata (Onoserideae)
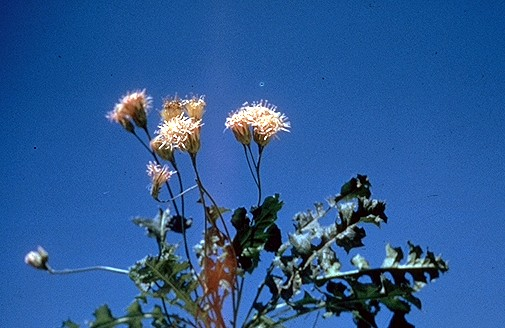
Acourtia runcinata (Nassauvieae)
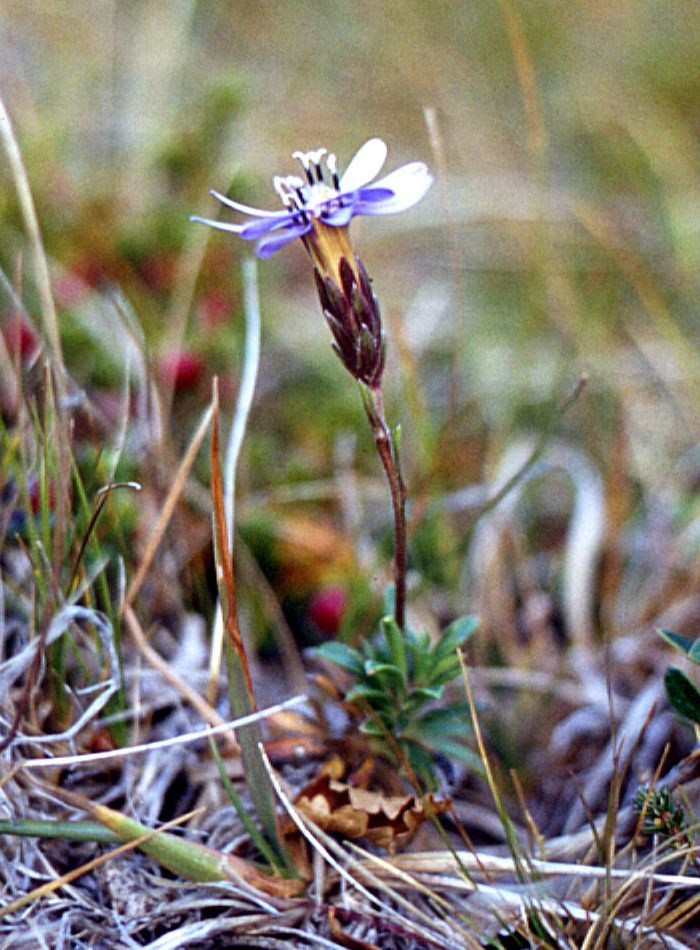
Perezia recurvata (Nassauvieae)
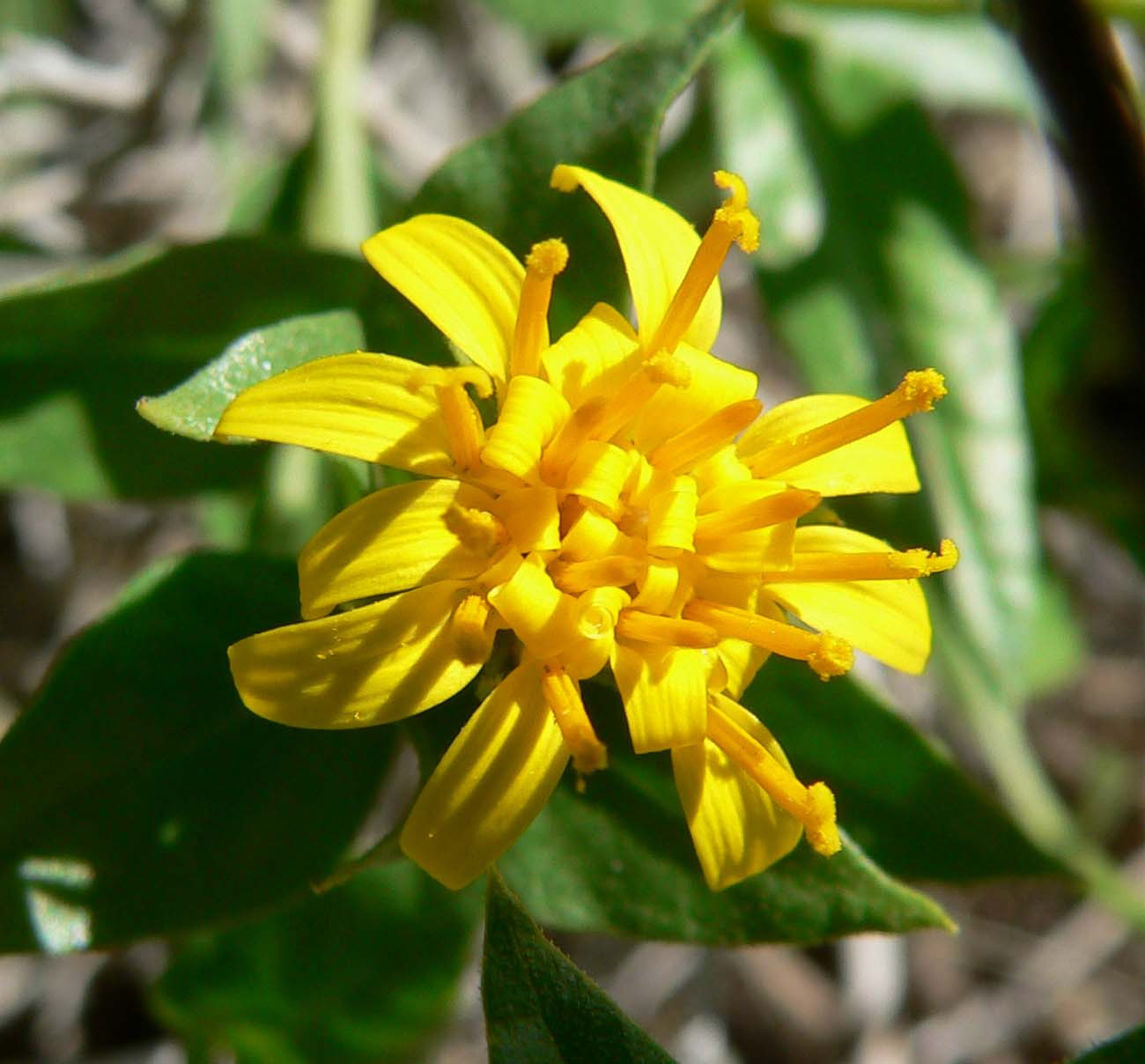
Trixis californica (Nassauvieae)